# Weismannbarrière
De Weismannbarrière is het principe dat erfelijke informatie uitsluitend vanuit de genen naar de lichaamscellen gaat. Mannelijke en vrouwelijke gameten (zaad- en eicellen) met onder meer geslachtschromosomen, normaliter X of Y resp. X, ontstaan uit meiotische cel(kern)-delingen.
De 19de-eeuwse bioloog August Weismann formuleerde het principe voordat genetica als wetenschap bestond, maar het wordt nog steeds voor waar gehouden. Om te bewijzen dat dit principe niet meer geldt, dient het mechanisme waardoor erfelijke informatie vanuit lichaamscellen in de zaadcel en/of eicel terechtkomt, aangetoond te worden.